# 栖原三郎兵衛
栖原 三郎兵衛（すはら さぶろべえ、生没年不詳）は、江戸時代中期の漁業家。本姓は橋本。

## 経歴・人物
蝦夷地松前藩の人物。
天明5年（1785年）に五代目栖原角兵衛が松前に物問屋栖原屋を開くと初代支配人となる。藩規により営業上、栖原の仮養子とした為に栖原を名乗り、以後この形式が踏襲された。同6年（1786年）に天塩場所、天売島、焼尻島での漁業の下請負を始め、翌年の同7年（1787年）留萌場所、苫前場所の漁場を開き、栖原屋の基礎を築いた。寛政元年（1789年）支配人は井原忠三郎に代わった。